# 헝가리 포린트
헝가리 포린트(헝가리어: forint)는 헝가리의 통화이다. 보조단위는 필레르(fillér, 1/100 포린트)이지만 현재는 사용되지 않고 있다. 제2차 세계 대전 이후 헝가리에 초인플레이션이 오면서 헝가리 펭괴를 대체한 통화이다.
포린트 도입 이후에는 1980년대까지 안정적인 가치를 유지하였으나 1990년 시장 경제로 전환되면서 1991년에는 35%의 인플레이션이 발생하였으며, 2001년부터 물가 상승률이 한 자리수로 떨어지자 태환 화폐로 전환함을 선언했다. 또한 헝가리 포린트는 동구권 공산주의 체제가 붕괴된 이후에도 현재까지 쓰이는 유일한 화폐이다.

## 역사
포린트의 이름은 이탈리아의 도시명 피렌체를 딴 금화 플로린에서 유래되었는데, 헝가리에서는 플로렌티누스("florentinus", 후에 포린트 ("forint")로 바뀜)로 통용되었으며, 이는 1325년, 카로이 1세 이후에 통용된 금화였다.
1868년부터 1892년까지 포린트는 오스트리아-헝가리 제국의 통화인 오스트리아-헝가리 굴덴의 헝가리어 단어로 사용된 상태였지만, 보조 통화인 크러이차르("krajczár")가 사용되었다. (현대 헝가리어로는 "krajcár")
지금의 포린트는 1946년 8월 1일에 도입되었다. 1945년부터 1946년까지 일어난 헝가리 펭괴의 초인플레이션 이슈가 터지기 직후에 다시 도입되었다. 이 과정은 헝가리 공산당이 주도했으며, 1 포린트 = 4×1029 펭괴와 1 포린트 = 2억 어도펭괴의 비율로 교환되었다. 오늘날에는 너무 낮은 가치로 인해 1, 2 포린트 동전과 200 포린트 지폐(2009년에 동전으로 완전히 대체함) 등은 거의 사용되지 않고 있으며, 일상 생활에서 10포린트 미만의 단위는 거의 취급되지 않고있다.

## 같이 보기
- 헝가리 펭괴